# 熱帯樹 (戯曲)
『熱帯樹』（ねったいじゅ）は、三島由紀夫の戯曲。全3幕から成る。莫大な財産を狙い、息子に夫を殺させることを企む妻と、その計画を知った娘が愛する兄に母を殺させようとする家族の悲劇の物語。愛と憎しみが錯綜する男女関係を描いたギリシア悲劇的なドラマチックな趣の中に、父性愛や母性愛の不在から惹き起される親子・家族関係の崩壊や、人間性の深淵が描かれている。三島の代表的戯曲『サド侯爵夫人』と並んで、ヨーロッパのフランス語圏で最も頻繁に上演されている戯曲である。なお、登場人物の妹には、三島の亡妹・美津子が投影されていると見なされている。

## 発表経過
1960年（昭和35年）1月、雑誌『聲』（6号）に掲載され、同年1月7日に文学座により、第一生命ホールで初演された。1962年（昭和37年）3月20日に新潮社より刊行の『三島由紀夫戯曲全集』に収録され、その後1986年（昭和61年）2月25日に新潮文庫より『熱帯樹』が刊行された。
翻訳版は、Kenneth Strong訳（英題：Tropical Tree）をはじめ、フランス（仏題：L’arbre des tropiques）、ポルトガル（葡題：Dozewo tropików）などで行われている。

## 作品成立・主題
『熱帯樹』は、フランスの地方シャトオで実際に起きた事件の話を、三島が朝吹登水子から聞き、そこからヒントを得て書かれたものである。その事件は、シャトオの主の金持貴族と約20年前に結婚した女が、実はその20年間ひたすら良人の財産を狙い、成長した息子に、極くわかりにくい方法で父親を殺させ、やっと長年の宿望を果たし莫大な財産を手に入れていたというものである。三島はその事件の家族内に起った近親相姦について以下のように説明している。
そして三島は、この事件を受けての創作動機（モチーフ）について以下のように解説している。
また、『熱帯樹』で描かれる兄妹の愛について次のように解説している。

## あらすじ
1959年の秋の一日
第一幕 - 午後。郁子の病室
治らない病でベッドにいる郁子のところへ勇がやって来た。二人は兄妹だが接吻するほど愛し合っていた。郁子は自分が死ぬ前に母親を殺すように、兄に頼んでいた。郁子は母親が一家の財産を一人占めするために家族を全員殺そうと企んでいると思っている。3年前、勇が父親と大げんかした時、母が仲裁するふりをして、さりげなく包丁を勇の手元に置いたことを、郁子は兄から聞いて知っていた。郁子の部屋に入って来た母・律子に向かい、気弱な勇は妹に促されて、その疑問を直接ぶつけてみた。律子は台所仕事のまま何の気なしに置いてしまったことだと否定した。
律子は、夫の従妹で同居している信子に向かい、この家の中には郁子と勇が作り出した空想の樹でいっぱいになっているとこぼした。あの子たちはこの家の中に熱帯樹を育てていると言った。信子は、そんな樹は私には見えないと答え、人生ではどんなことでも起り得ると言った。そして、派手好きで自分だけ贅沢な身なりをし、息子の授業料もろくに出さず、娘の洋服も3着しか与えない律子を、軽く非難した。一方、父・恵三郎は妻がいつまでも若く華美でいることを望み、子供たちの心の中を見ようとしなかった。
第二幕 - 薄暮
律子は庭に勇を呼び出し、自分と郁子のどちらが好きなのか問い、あなたは郁子よりも私を愛しているのだと宣言した。美しい母に密かに女を見ていた勇の心を、律子は見透かしていた。律子は勇に、父・恵三郎を殺すように命令した。勇から、そのことを聞いた郁子は父・恵三郎に、「この家の中にはお父様を殺そうと狙っている人がいる。お母様にお気をつけあそばせ」と告げる。恵三郎はそれを信じず、勇を疑い、「あいつは母親に惚れすぎている」「両親の仲を割こうと思って、あいつが仕組んだ企みだ」と激昂する。
勇を弁護する律子に嫉妬する恵三郎はますます激昂し、勇と言い合いになった。勇は恵三郎に、「この家には家族はなくて、男と女がまつわり合っている。その大本はあなたですよ」と詰った。2人がつかみ合いの喧嘩になろうとしたところへ律子が肉切りナイフを持ってそっと現れる。そこへ郁子も現れて、勇に律子を殺すためのナイフをさし出すが、勇は引き下がり、郁子はその場で失神する。
第三幕 - 深夜
信子に介抱された後、ベッドに横たわる郁子のもとへ勇がやって来る。母を殺す決心がついた勇は律子が1人で寝ている部屋へ行った。しかし眠ったふりをした律子は近づいてくる息子の頭を抱いて乳房に押しつけた。勇は母を殺すことができなかった。律子からそのことを聞いた郁子は兄を慰め、兄妹は同衾し結ばれる。
信子は従兄・恵三郎に、「あなたは御自分の家の中をさまよい歩く淋しい幽霊だ、あなたは何もかも失いながら、それを御存知ない」と言う。
愛し合った郁子と勇は、2人で心中するために、自転車に乗って海へ向った。2人の失踪に気づいた信子は、律子と恵三郎を起こし、「もうすべてが終った」と言い、家から出ていった。
恵三郎と2人だけになった律子は、「何もかも終りはしないわ。まだ一つ残っている」とつぶやき、怖ろしい不敵な微笑を見せながら、恵三郎に向かい、「あしたから私、庭に大きな熱帯樹を植えたいと思いますの」と言い、その庭いちめんに蔓延る樹に咲く、真赤なつやつやした、あざやかな花を想像した。

## 登場人物
郁子
病身の娘。自分の命がもう長くないことを知っている。兄を愛する。
勇
郁子の兄。気弱でやさしい性格。
律子
兄妹の母。華美な身なり。実家は貧しくなった旧家。
恵三郎
兄妹の父。資産家。妻とは20歳以上の差。心臓が弱っている。
信子
恵三郎の従妹。40歳くらいの地味な女。未亡人。死んだ夫の思い出と共に生きている。郁子に好かれている。

## 作品評価・研究
『熱帯樹』の論究自体は少ないが、題材が現代にも通じる古典的素材を用いていることを評価するものが多い。鈴木晴夫は、「兄妹相姦から心中にすすむ勇と郁子の悲劇が、詩的な台詞にいろどられて原田義人のいう〈アモラルな夢幻的な味わい〉を感じさせる」と評している。
中村光夫は、三島の創作意図を、「演劇を外面的な写実から脱出」させて、「視覚的要素に代る映像喚起の力を持たすこと」にあるとし、「現代劇の一極点を形造る作品」だと評している。また中村は、舞台設定を限定せず、限られた登場人物と、近親相姦という神話的、精神分析学的テーマを扱ったことなどが、古典的詩劇を現代舞台に作り上げた要素だと解説している。中村真一郎も同様の観点から、「風俗劇のふりを多少した夢幻劇」という印象を持ったことを述べている。
村松剛は、『熱帯樹』のヒロイン妹「郁子」の名前に対する三島の思い入れについて、『純白の夜』のヒロインの名も郁子であったことに着目し、『純白の夜』のヒロインを「郁子」としたのは、〈初恋の人の名前と字の感じがよく似てるんでそうしたのだ〉と三島から聞いたことから、『熱帯樹』の郁子にも「初恋の人のイメージ」があり、設定が兄妹ということから「妹のイメージ」とも重なって出てきていると考察している。そして、三島が短編『罪びと』（1948年）で、リヤカーで荷物運搬中に飲んだ水が原因でチフスになり亡くなるミッションスクールの「郁子」（IKUKO）を登場させ、三島の妹・美津子（MITSUKO）をモデルにして、「郁子」が主人公の許婚という設定となっていることと、「郁子」に水を飲むことを勧めた同級生が、主人公と夏休みに避暑地であやまちを犯したという設定で、三島と軽井沢で接吻をした三谷邦子（KUNIKO）（『仮面の告白』の園子）がモデルとなっていることを村松は解読しつつ、「妹の死」と「失恋」という二つの主題が、この小説群では混ぜ合わされていると論考している。
そして村松は三島に、「『純白の夜』の女主人公が郁子で、これも郁子で、何か意味があるのか」と直接訊ねたときのことを回想し、〈そんなことに気が付くのは君ぐらいのもんだよ〉と三島が笑い、それからぽつんと、〈昔つきあっていた女で良く似た名前のがいた〉と言ったことから、三島が明らかに両者の作品に同じ名前のヒロインを使ったことを意識していたと説明しながら、『熱帯樹』では兄妹が最後に海へ心中しに行くことに触れて、「愛と死」の主題がここで復活し、その復活の行く手が、『憂國』になると考察している。また、この名前のことについて訊ねたとき、三島がそのことについてあまり言いたくないという感じだったので、村松は話題をすぐに転じたという。
集英社で三島を担当した編集者の粉川宏は『熱帯樹』を観たときの感想について、「私は、文学座の加藤治子演ずるところのこの芝居を観ながら、心の痛みを感じたものだった。内容が内容だからだろうが、氏の、亡き妹・美津子さんに寄せる思いが、戯曲のかたちで告白されているように感じられてならなかったのである。これは私の思いすごしだろうか」と述べ、それを感じた劇中の一節を引用しながら以下のように語っている。

## おもな舞台公演
- 文学座公演
  - 1960年（昭和35年）1月7日 - 23日 東京・第一生命ホール、1月27日 三原・帝国人絹講堂、1月28日 福山市民会館、

1月30日 - 2月1日 大阪・毎日ホール、2月2日 京都・弥栄会館、2月3日 名古屋市公会堂
  - 演出：松浦竹夫。装置：高田一郎。照明：浅沼貢。音楽：矢代秋雄。効果：吉田美能留。衣裳：柴崎澄子。舞台監督：関堂一
  - 出演：三津田健、杉村春子、山﨑努、加藤治子、南美江
  - ※ 東京公演は文学座第7回慈善公演（文学座第80回公演）
- 代々木座＋演劇研究会「塔」公演
  - 1967年（昭和42年）6月27日 - 29日 東京・砂防会館ホール
  - 演出：佐藤正隆。監修：小山源喜
  - 出演：三原四郎、平林巧、安藤浩介、金京牧子
- 劇団かに座第44回公演（横浜アマチュア演劇連盟月例公演）
  - 1977年（昭和52年）10月22日 - 23日 横浜・スカイ劇場
  - 演出・製作：田辺晴通
  - 出演：平本玲子、横井啓、宮下明美、深田泰久、三門由美
  - ※ 神奈川芸術祭演劇フェスティバル参加。
- パルコ＋三島由紀夫上演委員会主催公演
  - 1980年（昭和55年）2月23日 - 3月9日 東京・西武劇場
  - 演出：串田和美。美術：横尾忠則。照明：氏伸介。衣裳：松田光弘。音楽：越部信義。舞台監督：三田村春夫。制作：葛井欣士郎
  - 出演：内田良平、岸田今日子、光田昌弘、藤真利子、加藤治子
- ク・ナウカ公演
  - 1997年（平成9年）4月27日、29日 富山県利賀芸術公園利賀山房、

5月5日 黒部市国際文化センターコラーレ能舞台、5月30日 - 6月8日 東京・和敬塾本館旧細川侯爵邸サロン
  - 演出：宮城聰。舞台美術：木津潤平。照明：大迫浩二。音響：水村良、千田友美恵。衣裳：堂本教子。舞台監督：堀内真人。制作：斎藤千佳子、横溝麻衣子
  - 出演：ジェローム・ヴァキエ、美加理、大高浩一、川相真紀子、中村優子、ほか
  - ※ 利賀公演は「'97利賀フェスティバル新緑」参加。
- 千葉演劇社三条会公演
  - 1997年（平成9年）10月17日、19日 千葉・ホール椿
  - 演出：関美能留
  - 出演：榊原毅、大川潤子、古賀隆司、舟川晶子、立崎真紀子
- 演劇引力広島プロデュース公演（広島市文化財団 演劇ワークショップ）
  - 2004年（平成16年）3月5日 - 6日 広島市南区民文化センタースタジオ
  - 演出：恵南牧。美術：長田佳代子。衣裳：森保歩
  - 出演：恒広真記子、山口誓、瀬藤洋子、竹元恵美子、中井敏哉
- 世田谷パブリックシアター公演
  - 2019年（平成31年）2月17日 - 3月8日 シアタートラム
3月12日 - 13日 兵庫県立芸術文化センター阪急中ホール、3月16日 - 17日 愛知県東海市芸術劇場大ホール
  - 演出：小川絵梨子。美術：香坂奈奈。照明：松本大介。音楽：阿部海太郎。音響：徳久礼子。衣裳：原まさみ。ヘアメイク：鎌田直樹。演出助手：渡邊千穂。舞台監督：澁谷壽久
  - 出演：林遣都、岡本玲、栗田桃子、鶴見辰吾、中嶋朋子

## おもな刊行本
- 文庫版『熱帯樹』（新潮文庫、1986年2月25日）
  - カバー装幀：司修。付録・自作解題：三島由紀夫（「『熱帯樹』の成り立ち」「『薔薇と海賊』について（毎日マンスリー掲載）」「あとがき（薔薇と海賊）」「『薔薇と海賊』について（文学座プログラム掲載）」「『薔薇と海賊』について（劇団浪曼劇場プログラム掲載）」「『白蟻の巣』について」）
  - 収録作品：「熱帯樹」「薔薇と海賊」「白蟻の巣」

### 全集収録
- 『三島由紀夫全集22（戯曲III）』（新潮社、1975年3月25日）
  - 装幀：杉山寧。四六判。背革紙継ぎ装。貼函。
  - 月報：中村真一郎「三島君の回想」。《評伝・三島由紀夫 23》佐伯彰一「伝記と評伝（その14）」。《同時代評から 23》虫明亜呂無「三島由紀夫のドラマツルギー」
  - 収録作品：「朝の躑躅」「薔薇と海賊」「むすめごのみ帯取池」「熊野」「女は占領されない」「熱帯樹」「弱法師」「十日の菊」「黒蜥蜴」
- 『三島由紀夫戯曲全集 下巻』（新潮社、1990年9月10日）
  - 四六判。2段組。布装。セット機械函。
  - 収録作品：「熊野」「女は占領されない」「熱帯樹」「プロゼルピーナ」「弱法師」「十日の菊」「黒蜥蜴」「源氏供養」「喜びの琴」「美濃子」「恋の帆影」「聖セバスチャンの殉教」「サド侯爵夫人」「憂国」「アラビアン・ナイト」「朱雀家の滅亡」「ミランダ」「わが友ヒットラー」「癩王のテラス」「椿説弓張月」「文楽 椿説弓張月」「附子」「LONG AFTER LOVE」〔初演一覧〕
  - ※ 上巻と2冊組での刊行。
- 『決定版 三島由紀夫全集23巻 戯曲3』（新潮社、2002年10月10日）
  - 装幀：新潮社装幀室。装画：柄澤齊。四六判。貼函。布クロス装。丸背。箔押し2色。
  - 月報：宮内勝典「混成化する世界へ」、松山俊太郎「『豊饒の海』なる書名の意義」、〔天球儀としての劇場3〕田中美代子「家族異変」
  - 収録作品：「道成寺」「朝の躑躅」「薔薇と海賊」「舞踏台本 橋づくし」「むすめごのみ帯取池」「熊野」「女は占領されない」「熱帯樹」「弱法師」「十日の菊」「黒蜥蜴」「源氏供養」「『熱帯樹』創作ノート」「『黒蜥蜴』創作ノート」